# Кули, Дентон
Дентон Артур Кули (англ. Denton Arthur Cooley; 22 августа 1920, Хьюстон, США — 18 ноября 2016, там же) — американский кардиохирург, который провел первую в мире операцию по пересадке человеку искусственного сердца. Кули так же был основателем и главным хирургом Техасского института сердца, консультирующим кардиохирургом в Техасской детской больнице, а также профессором в области клинической хирургии Медицинского научно-исследовательского центра Техасского Университета в Хьюстоне.

## Образование и начало карьеры
В 1941 году окончил Техасский университет в Остине, где являлся членом студенческих объединений Kappa Sigma и Texas Cowboys. Основная специальность — зоология, помимо этого Кули увлекался баскетболом. Прослушав курс подготовительных лекций при медицинском колледже, он заинтересовался хирургией, после чего решил поступать на медицинское отделение Университета штата Техас в Галвестоне.
Получил медицинское образование, прошёл хирургическую практику и окончил интернатуру в Школе медицины университета Джонса Хопкинса. Там же он работал с известным кардиохирургом доктором Альфредом Блейлоком и ассистировал на первой операцию по устранению врождённого порока сердца у ребёнка.
В 1946 году был призван на срочную военно-медицинскую службу, заведовал хирургическим отделением гарнизонного госпиталя в городе Линце, Австрия. В 1948 году за свои заслуги был удостоен звания капитана, после чего вернулся в Школу медицины университета Джонса Хопкинса, чтобы окончить ординатуру и продолжить свою карьеру в качестве преподавателя хирургии. В 1950 году переехал в Лондон для совместной работы с Расселом Броком (англ. Russell Brock, Baron Brock).

## Значительные события карьеры
В начале 1950-х годов Кули вернулся в Хьюстон и стал доцентом кафедры хирургии Медицинского колледжа Бэйлора, помимо этого он начал работать в партнерском учреждении колледжа Бейлора — Методистской больнице Хьюстона. В те годы он приступил к совместной работе с доктором Майклом Эллисом Дебейки, а также начал трудиться над созданием нового метода удаления аневризмы аорты.
В 1960 году Кули продолжил заниматься своей практической деятельностью, но уже в Епископальной больнице Святого Луки, однако преподавание в колледже Бейлора он тоже не забросил. В 1962 году, благодаря частным сборам, он основал Техасский институт сердца, а в 1969 после некоторых разногласий с доктором Майклом Эллисом Дебейки Дентон Кули покинул свою должность в Медицинском колледже Бэйлора.
Мастерство и способности Кули были продемонстрированы во время многочисленных успешных операций на открытом сердце пациентов, которые являлись членами религиозной организации «Свидетели Иеговы». Так как данная организация выступала против переливания крови, во время операций хирург не использовал гемотрансфузию.
В 1960-е годы карьера кардиохирурга стремительно развивалась. С 1962 по 1967 годы Кули вместе с коллегами работали над созданием искусственных сердечных клапанов. На тот момент смертность во время проведения операций по пересадке искусственных клапанов снизилась с 70 % до 8 %. В 1969 году вместе с доктором Лиоттой (англ. Domingo Liotta) провёл первую успешную операцию по имплантации искусственного сердца в качестве переходного этапа перед пересадкой трансплантата. После операции пациент Хаскелл Карп прожил 65 часов. В следующем году доктор провёл ещё одну имплантацию искусственного сердца человеку и стал первым хирургом, у которого на момент проведения операции ещё не было подходящего донорского органа для пациента. 13 марта 1972 года в Техасском институте сердца коллеги кардиохирурга основали общество сердечно-сосудистой хирургии имени Дентона Кули (англ. The Denton A. Cooley Cardiovascular Surgical Society). Общество было создано для поддержания товарищеского духа кардиохирургов Америки и всего мира посредством проведения различных научных семинаров и симпозиумов. В настоящее время[уточнить] общество сердечно-сосудистой хирургии имени Дентона Кули насчитывает более 900 кардиохирургов более чем из 50 стран.

## Факты
- С 1965 по 1970-е годы играл на контрабасе в свинговой группе «The Heartbeats» («Сердцебиение»).
- Образ Дентона Кули был представлен в фильме компании HBO «Творение Господне». Роль кардиохирурга исполнил актёр Тимоти Дж. Сканлин мл.
- В 2000 году во время проведения президентских выборов Америки, Джордж Буш был обеспокоен состоянием здоровья, а именно хроническим заболеванием сердца Дика Чейни, который на тот момент баллотировался на пост вице-президента. Буш просил доктора Кули дать заключение относительно истории болезни кандидата.
- Дентон Кули и кардиохирург Майкл Эллис Дебейки соперничали друг с другом на протяжении сорока лет, и только 7 ноября 2007 года кардиохирурги возобновили дружеские отношения. Дебейки на тот момент было 99 лет, Кули — 87.